# Мухамедзянов, Габдльнур Хабибрахманович
Габдльнур Хабибрахманович Мухамедзянов (1930—2016) — советский учёный, заслуженный работник высшей школы Российской Федерации, почетный работник высшего профессионального образования Российской Федерации, судья всесоюзной (1959) и международной (1961) категорий по баскетболу.

## Биография
Родился 26 декабря 1930 года в Казани.
В 1953 году — окончил механический факультет КХТИ имени С. К. Кирова (ныне — КНИТУ), специальность «Машины и аппараты химических заводов».
С 1953 по 1958 годы — заместитель начальника цеха Пермского НПО имени С. M. Кирова; с 1954 года — главный инженер.
С 1955 по 1958 годы — директор машино-тракторных станций Пермской области.
С 1958 по 1962 годы — ассистент кафедры «Теоретические основы теплотехники» (ТОТ) КХТИ.
С 1962 по 1964 годы — учёба в аспирантуре кафедры ТОТ.
В 1964 году — защита диссертации, присуждение учёная степень кандидата технических наук.
В 1964 году — назначен старшим преподавателем кафедры ТОТ.
С 1964 по 1975 годы — доцент кафедры ТОТ.
С 1967 по 1970 годы — заместитель декана механического факультета.
С 1970 по 1995 годы — декан механического факультета.
В 1974 году — защитил диссертацию на соискание учёной степени доктора технических наук.
С 1975 по 1985 годы — профессор кафедры ТОТ.
С 1985 по 2002 годы — профессор, заведующий кафедрой «Вакуумная техника электрофизических установок».
Умер 12 января 2016 года. Похоронен в Казани на Арском кладбище.

## Научная и общественная деятельность
Проводил исследования теплофизических, термодинамических и переносных свойств органических соединений и вакуумных рабочих жидкостей, исследование двухроторных вакуумных насосов.
Автор 180 научных и методических трудов, в том числе 2 монографий.
Под его руководством подготовлено 10 кандидатов наук.
Профессионально занимался баскетбольным судейством: спортивный арбитр международной категории по баскетболу (ФИБА) с 1961 года. На его счету судейство соревнований по баскетболу на трёх олимпиадах: в Мюнхене (1972), в Монреале (1976), в Москве (1980), 3 чемпионата мира, 10 чемпионатов Европы. 20 лет входил в число 10 лучших арбитров СССР.

## Награды
- Орден «Знак Почёта»
- Заслуженный деятель науки и техники Республики Татарстан (1981)
- Заслуженный работник высшей школы Российской Федерации
- Почётный работник высшего профессионального образования Российской Федерации
- медали
- 4 Почётные грамоты Республики Татарстан
- почётные грамоты отраслевых министерств

## Память
В 2019 году на механическом факультете КНИТУ открыта мемориальная доска, посвящённая Г. Х. Мухамедзянову.